# Нерчинський Завод
Не́рчинський Заво́д (рос. Нерчинский Завод) — село, центр Нерчинсько-Заводського району Забайкальського краю, Росія. Адміністративний центр та єдиний населений пункт Нерчинсько-Заводського сільського поселення.

## Географія
Село розташоване за 658 км на південний схід від Чити.

### Клімат
Клімат різко континентальний з мусонними рисами.
| Клімат Нерчинського Заводу | Клімат Нерчинського Заводу | Клімат Нерчинського Заводу | Клімат Нерчинського Заводу | Клімат Нерчинського Заводу | Клімат Нерчинського Заводу | Клімат Нерчинського Заводу | Клімат Нерчинського Заводу | Клімат Нерчинського Заводу | Клімат Нерчинського Заводу | Клімат Нерчинського Заводу | Клімат Нерчинського Заводу | Клімат Нерчинського Заводу | Клімат Нерчинського Заводу |
| Місяць                     | Січ                        | Лют                        | Бер                        | Квт                        | Трв                        | Чрн                        | Лип                        | Сер                        | Вер                        | Жов                        | Лис                        | Грд                        | Рік                        |
| Сер. температура           | −28,8 °C                   | −23,6 °C                   | −12,7 °C                   | 0,0 °C                     | 8,6 °C                     | 15,5 °C                    | 18,7 °C                    | 15,7 °C                    | 8,7 °C                     | −1,1 °C                    | −15,2 °C                   | −25,9 °C                   | −3,2 °C                    |
| -------------------------- | -------------------------- | -------------------------- | -------------------------- | -------------------------- | -------------------------- | -------------------------- | -------------------------- | -------------------------- | -------------------------- | -------------------------- | -------------------------- | -------------------------- | -------------------------- |
| Опади, мм                  | 3,9                        | 3,5                        | 6,7                        | 16,9                       | 29,1                       | 66,3                       | 113,3                      | 99,7                       | 49,9                       | 12,3                       | 10,3                       | 6,0                        | 416,2                      |

## Історія
У 1689 році на першому відкритому в Росії родовищі срібла на річці Алтача (притока Аргуні) був заснований Нерчинський срібний завод, що спочатку називався Аргунським, при якому існувало поселення. Сучасну назву населений пункт отримав, коли в другій половині XVIII століття в гірничому окрузі почали з'являтися інші заводи. У 1853 році завод був закритий через вичерпання родовища.
У 1913 році в селі було 2 церкви, Базарна площа, до десятка вулиць та провулків. Діяло чотирикласне чоловіче, двокласне жіноче та парафіяльне чоловіче училища. У листопаді — грудні відбувалася закупівля хутра в населення. Населення працювало в домашньому господарстві, займалося звіроловством, скотарством. В селі діяли пивоварний, шкіряний, свічковий, миловарний заводи та 3 млини.

## Населення
Населення — 2842 особи (2010; 3149 у 2002).
Національний склад (станом на 2002 рік):
- росіяни — 97 %